# Szablak
Szablak – wieś w Polsce położona w województwie podlaskim, w powiecie łomżyńskim, w gminie Nowogród.
W okolicach wsi znajduje się użytek ekologiczny - bagno „Narwiańskie Zakole” o powierzchni 2,51 ha.
Wierni kościoła rzymskokatolickiego należą do parafii Narodzenia Najświętszej Maryi Panny w Nowogrodzie.

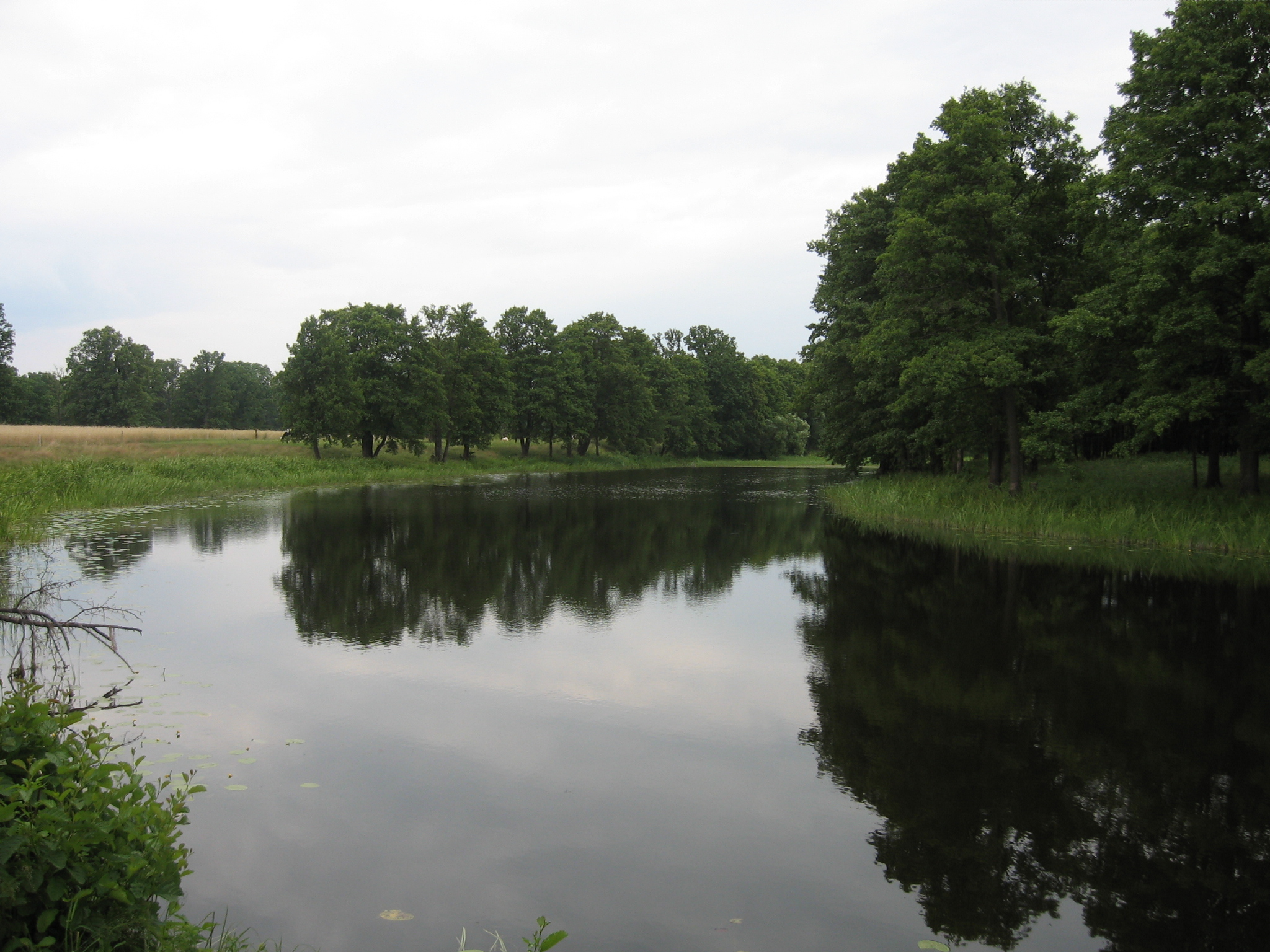
Rzeka Narew przepływająca nieopodal wsi Szablak

## Historia
W latach 1921 – 1939 wieś leżała w województwie białostockim, w powiecie łomżyńskim, w gminie Kupiski.
Według Powszechnego Spisu Ludności z 1921 roku wieś zamieszkiwało 118 osób w 21 budynkach mieszkalnych. Miejscowość należała do parafii rzymskokatolickiej w Nowogrodzie. Podlegała pod Sąd Grodzki i Okręgowy w Łomży; właściwy urząd pocztowy mieścił się w Nowogrodzie.
W wyniku napaści ZSRR na Polskę we wrześniu 1939 miejscowość znalazła się pod okupacją sowiecką. Od czerwca 1941 roku pod okupacją niemiecką. Od 22 lipca 1941 do 1945 włączona w skład Landkreis Lomscha, Bezirk Bialystok III Rzeszy.
W latach 1975–1998 miejscowość administracyjnie należała do województwa łomżyńskiego.